# Club Deportivo Dénia
Il Club Deportivo Denia è una società calcistica con sede a Dénia, nella Comunità Valenzana, in Spagna. 
Gioca nella Tercera División, la quarta serie del campionato spagnolo.

## Tornei nazionali
- 1ª División: 0 stagioni
- 2ª División: 0 stagioni
- 2ª División B: 5 stagioni
- 3ª División: 18 stagioni

## Stagioni
| Stagione    | Categoria | Posizione |
| ----------- | --------- | --------- |
| dal 1929-30 | Cat. Reg. | —         |
| al 1979-80  | Cat. Reg. | —         |
| 1980/81     | 3ª        | 3°        |
| 1981/82     | 3ª        | 10°       |
| 1982/83     | 3ª        | 18°       |
| 1983/84     | Cat. Reg. | —         |
| 1984/85     | 3ª        | 20°       |
| 1985/86     | Cat. Reg. | —         |
| 1986/87     | Cat. Reg. | —         |
| 1987/88     | 3ª        | 14°       |
| 1988/89     | 3ª        | 15°       |
| 1989/90     | 3ª        | 6°        |
| 1990/91     | 3ª        | 2°        |
| 1991/92     | 3ª        | 17°       |
| dal 1992-93 | Cat. Reg. | —         |
| al 1997-98  | Cat. Reg. | —         |

| Stagione | Categoria | Posizione |
| -------- | --------- | --------- |
| 1998/99  | 3ª        | 9°        |
| 1999/00  | 3ª        | 18°       |
| 2000/01  | Cat. Reg. | —         |
| 2001/02  | Cat. Reg. | —         |
| 2002/03  | 3ª        | 15°       |
| 2003/04  | 3ª        | 10°       |
| 2004/05  | 3ª        | 8°        |
| 2005/06  | 3ª        | 4°        |
| 2006/07  | 3ª        | 1°        |
| 2007/08  | 2ªB       | 12°       |
| 2008/09  | 2ªB       | 15°       |
| 2009/10  | 2ªB       | 5°        |
| 2010/11  | 2ªB       | 8°        |
| 2011/12  | 2ªB       | 15°       |
| 2012/13  | 3ª        | —         |